# 65. obmejni bataljon (JLA)
65. obmejni bataljon je bil obmejni bataljon v sestavi Jugoslovanske ljudske armade.
Enota je bila nastanjena v Sloveniji pred in med slovensko osamosvojitveno vojno.

## Zgodovina
Bataljon je bil aktivno udeležen v dogodke slovenske osamosvojitvene vojne.

## Organizacija
1991
- poveljstvo (Murska Sobota)
- zaledni vod (Murska Sobota)
- intervencijski vod (Murska Sobota)
- oddelek za zveze (Murska Sobota)
- 1. obmejna četa (po stražnicah)
- 2. obmejna četa (po stražnicah)
- 3. obmejna učna četa (Vojašnica Ptuj)

1. in 2. četa sta bili razporejeni po naslednjih stražnicah:
- stražnica Petanjci (imenovana Dane Šumenjak)
- stražnica Korovci
- stražnica Fikšinci
- stražnica Sotina
- stražnica Kuzma
- stražnica Trdkova (imenovana Mirko Bagar - Jan)
- stražnica Čepinci
- stražnica Hodoš
- stražnica Domanjševci (brez posadke)
- stražnica Prosenjakovci
- stražnica Kobilje
- stražnica Žitkovci
- stražnica Lendav2ske Gorice (imenovana Štefan Kovač - Marko)
- stražnica Pince (imenovana Murska šuma)